# Thamnomys venustus
Thamnomys venustus é uma espécie de roedor da família Muridae.
Apenas pode ser encontrada no seguinte país: República Democrática do Congo.
Os seus habitats naturais são: florestas subtropicais ou tropicais húmidas de baixa altitude e regiões subtropicais ou tropicais húmidas de alta altitude.
Está ameaçada por perda de habitat.